# 辛術
辛 術（しん じゅつ、500年 - 559年）は、中国の東魏から北斉にかけての官僚・軍人。字は懐哲。本貫は隴西郡狄道県。

## 経歴
辛琛の子として生まれた。司空冑曹参軍を初任とした。のちに起部郎中に転じた。天平元年（534年）、鄴への遷都にあたって李業興の案を採用するよう上奏した。高隆之とともに鄴の宮殿の造営をつかさどり、尚書右丞に転じた。清河郡太守として出向し、有能で知られた。并州長史となったが、父の喪に服すために辞職した。清河郡の父老数百人が宮殿を訪れて辛術の頌徳碑を立てるよう請願した。武定5年（547年）、高澄が高歓の後を嗣ぐにあたって、辛術は尚書左丞の宋遊道や中書侍郎の李繪らとともに晋陽を訪れ、上客となった。散騎常侍の位を受けた。
河南の侯景が叛いて南朝梁に走ると、辛術は東南道行台尚書に任じられ江夏県男に封じられた。高岳らとともに侯景を撃破し、蕭淵明を捕らえた。東徐州刺史に転じ、淮南経略使となった。
北斉の天保元年（550年）、侯景が江北の租税を徴収すると、辛術は北斉軍を率い淮水を渡ってこれを奪い、その稲数百万石を焼いた。帰還して下邳に駐屯したとき、辛術に従って淮南から淮北に移住した民衆は3000家あまりあった。東徐州刺史の郭誌が郡太守を殺害した事件があり、文宣帝がこのことを聞くと、辛術の統括する十数州の地で法を犯した者があれば、刺史がまず報告を聞いて判断した後に上聞するよう命じた。北斉で行台が皇帝に代わって人事を総覧するようになったのは、辛術を嚆矢とする。安州刺史や臨清郡太守や盱眙と蘄城の2鎮将が法を犯したため、辛術が上奏して処断した。睢州刺史とその管轄の郡太守が法を犯したため、北斉の朝廷はその没収した奴婢や資産を辛術に与えようとしたが、辛術は3度断って受けなかった。天保3年（552年）3月、辛術は清河王高岳や司徒潘楽とともに南征した。梁の王僧弁が侯景を撃破すると、辛術は招撫につとめ、前後20州あまりが北斉に帰順した。4月、辛術は広陵に駐屯地をうつし、伝国璽を得て鄴に送った。伝国璽は南朝に伝わって侯景の手に落ちていたが、侯景の乱の後、侍中趙思賢が璽をもって侯景の南兗州刺史郭元建に投じ、辛術に送って、このため辛術が進上したものである。5月、辛術は潘楽とともに梁の秦郡に侵攻したが、王僧弁の派遣した杜崱の軍に阻まれた。まもなく辛術は召還されて殿中尚書となり、太常卿を兼ね、律令制定の議論に加わった。吏部尚書に転じ、南兗州の梁郡を食邑とした。
天保10年（559年）、死去した。享年は60。皇建2年（561年）、開府儀同三司・中書監・青州刺史の位を追贈された。

## 子女
- 辛閣卿（尚書郎）[19][20][21]
- 辛衡卿（開府参軍事、隋の大業初年に太常丞として死去した）[19][20][21]

## 伝記資料
- 『北斉書』巻38 列伝第30
- 『北史』巻50 列伝第38